# Ceratopetalum
Ceratopetalum es un género  de arbustos y árboles perteneciente a la familia Cunoniaceae. Se encuentran a lo largo de la costa este de Australia y se extiende a Nueva Guinea. Dos especies australianas son las más conocidas, una la C. apetalum y C. gummiferum, un arbusto de Nueva Gales del Sur florece en diciembre. El género comprende 11 especies descritas y de estas, solo 9 aceptadas.

## Taxonomía
El género fue descrito por James Edward Smith  y publicado en A Specimen of the Botany of New Holland 1: 9. 1793. La especie tipo es: Ceratopetalum gummiferum Sm. 

## Especies
- Ceratopetalum apetalum D.Don
- Ceratopetalum corymbosum C.T.White
- Ceratopetalum gummiferum Sm.
- Ceratopetalum hylandii Rozefelds & R.W.Barnes
- Ceratopetalum iugumensis Rozefelds & R.W.Barnes
- Ceratopetalum macrophyllum Hoogland
- Ceratopetalum succirubrum C.T.White
- Ceratopetalum tetrapterum Mattf.
- Ceratopetalum virchowii F.Muell.

## Evidencias fósiles
Evidencias fósiles de especies de Ceratopetalum se han encontrado en depósitos del Eoceno en el sur de Australia. Los fósiles incluyen Ceratopetalum maslinensis y Ceratopetalum westermannii.